# 伊賀保太郎

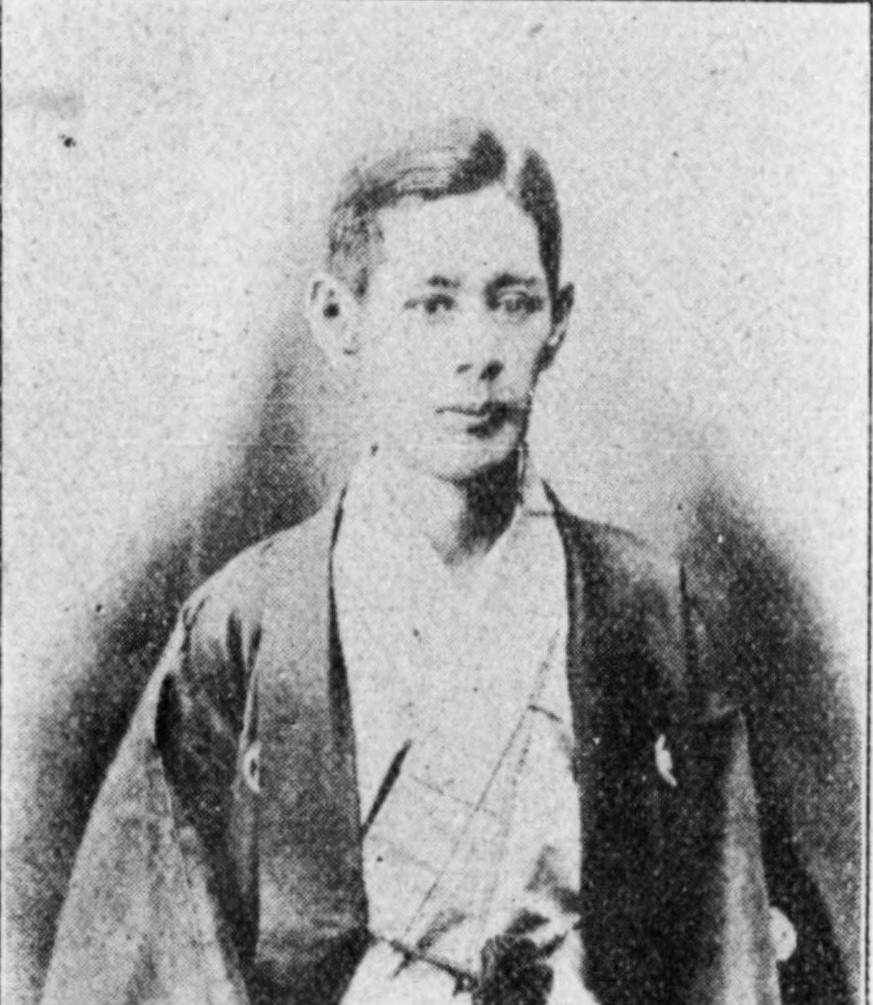
伊賀保太郎

伊賀 保太郎（いが やすたろう、1860年10月21日（万延元年9月8日） - 1903年（明治36年）10月19日）は、日本の政治家、衆議院議員（1期）。

## 経歴
播磨国神西郡、のちの兵庫県神崎郡香呂村（香寺町を経て現姫路市）出身。普通学を学ぶ。戸長、香呂村会議員、神崎郡会議員、同参事会員、所得税調査委員、徴兵参事員、兵庫県会議員、同常置委員となる。また、播但鉄道(株)発起人、姫路電燈(株)重役、増位温泉(株)社長、播磨採鉄(資)専任業務担当社員を務めた。
1902年の第7回衆議院議員総選挙において兵庫県郡部から憲政本党公認で立候補して当選した。衆議院議員を1期務め、1903年の第8回衆議院議員総選挙は不出馬。同年10月に死去した。